# مجدالدین خوافی
مجدالدین خوافی از نویسندگان نیمهٔ اول قرن هشتم هجری قمری و نویسندهٔ کتاب روضهٔ خلد است. این کتاب به تقلید از گلستان سعدی و در هجده باب نوشته شده و شانزده باب آن در سال ۱۳۲۹ هجری قمری با نام خارستان به چاپ رسید.
(ضیاءالدّین‌بن مؤیدالملک) مورخ و نویسندهٔ معروف پارسی زبان هندوستان بود که در سال ۶۸۴هـ متولد شد. «اخبار برمکیان» که ترجمه کتاب عربی ابوالقاسم محمد طایفی است، «تاریخ فیروزشاهی» که دربارهٔ پادشاهان دهلی و «فتوحات فیروزشاهی» که دربارهٔ سلطنت جلال‌الدّین فیروزشاه است، از آثار باقی‌مانده او هستند.
وی از ادیبان ساکن هندوستان بوده و به فرمان اکبرشاه (۹۶۳–۱۰۱۴ق) به تقلید از «گلستان»، کتابی به نام «خارستان» در ۱۶ باب نوشته است. عده‌ای از تذکره‌نویسان همچون صاحب «تاریخ نظم و نثر» به تبعیت از «عرفات‌العاشقین» گفته‌اند که او «روضهٔ‌الخلد» مجد خوافی، را به نام ذکر کرده است. صاحب تذکرهٔ «روز روشن» به وضوح کتاب «روضهٔ‌الخلد» را به مجدالدین نسبت داده است؛ یعنی او با مجد خوافی یکی دانسته است. در حاشیه «کاروان هند» آمده که کتاب «روضهٔ الخلد» در هند با عنوان «خارستان» چندین بار به چاپ رسیده است.